# Honda Insight
Honda Insight (укр. Хонда Інсайт) — передньопривідний гібридний автомобіль, що виготовлявся компанією Honda з 1999 по 2022 рр. в трьох поколіннях.

## Перше покоління (1999-2006)

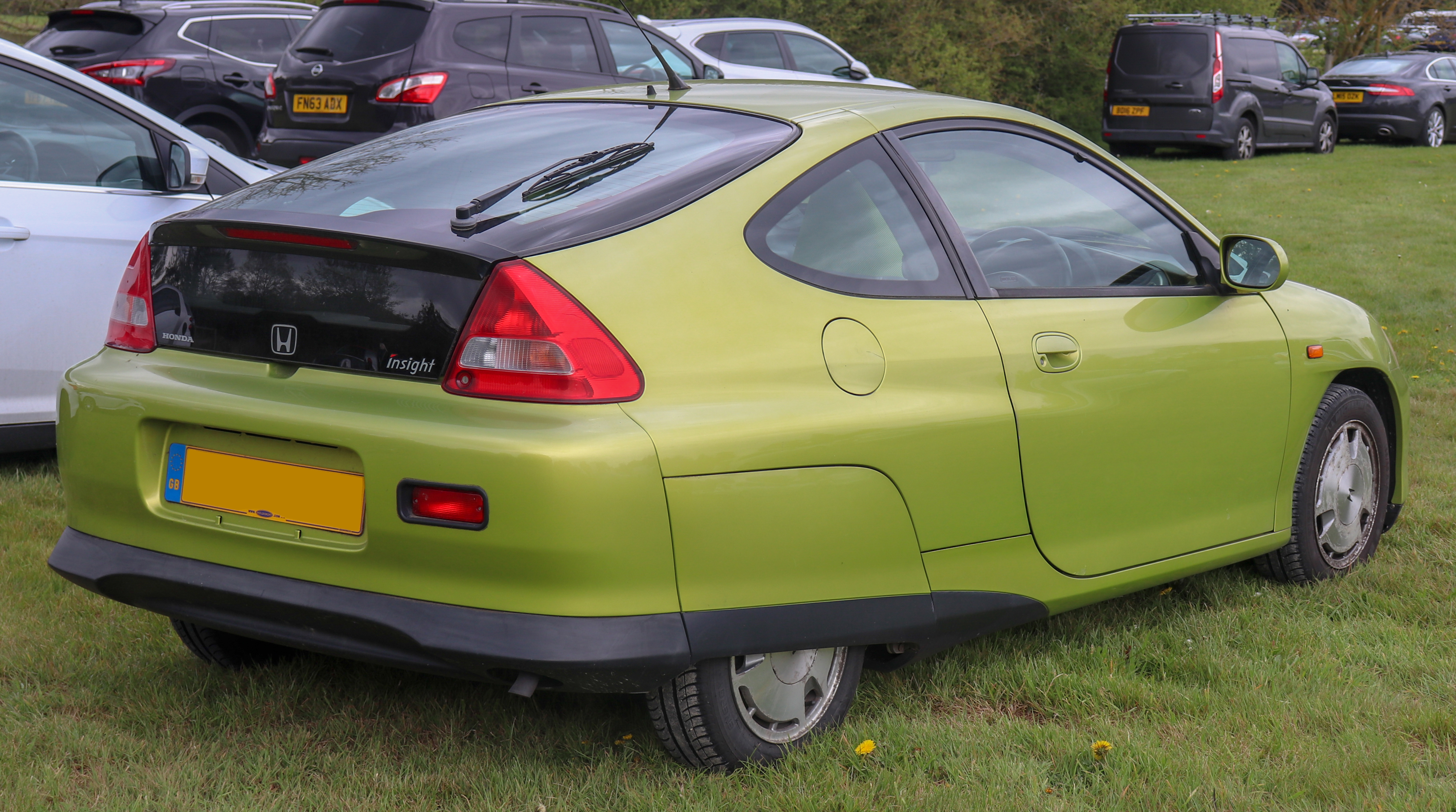
Honda Insight 1

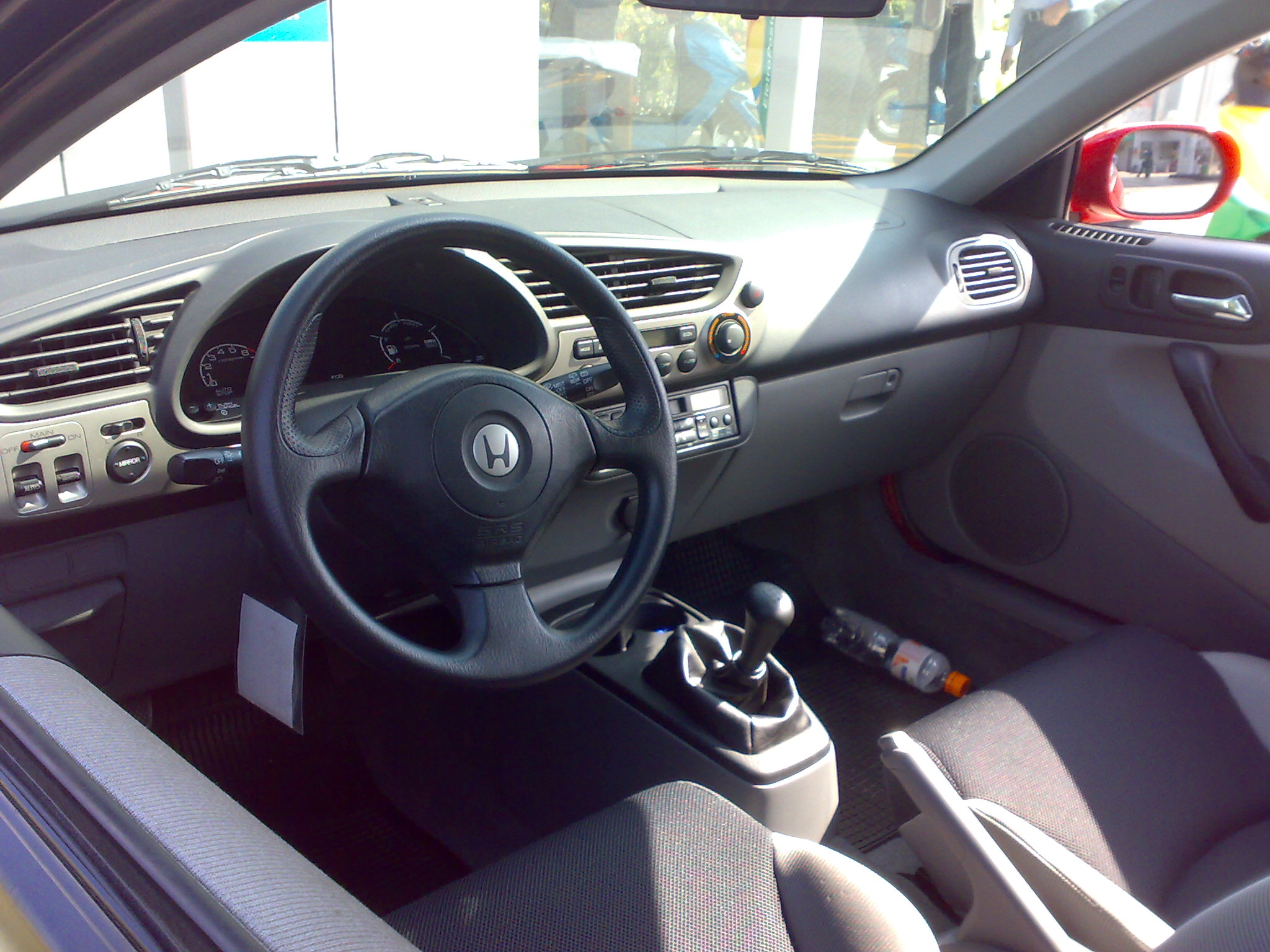

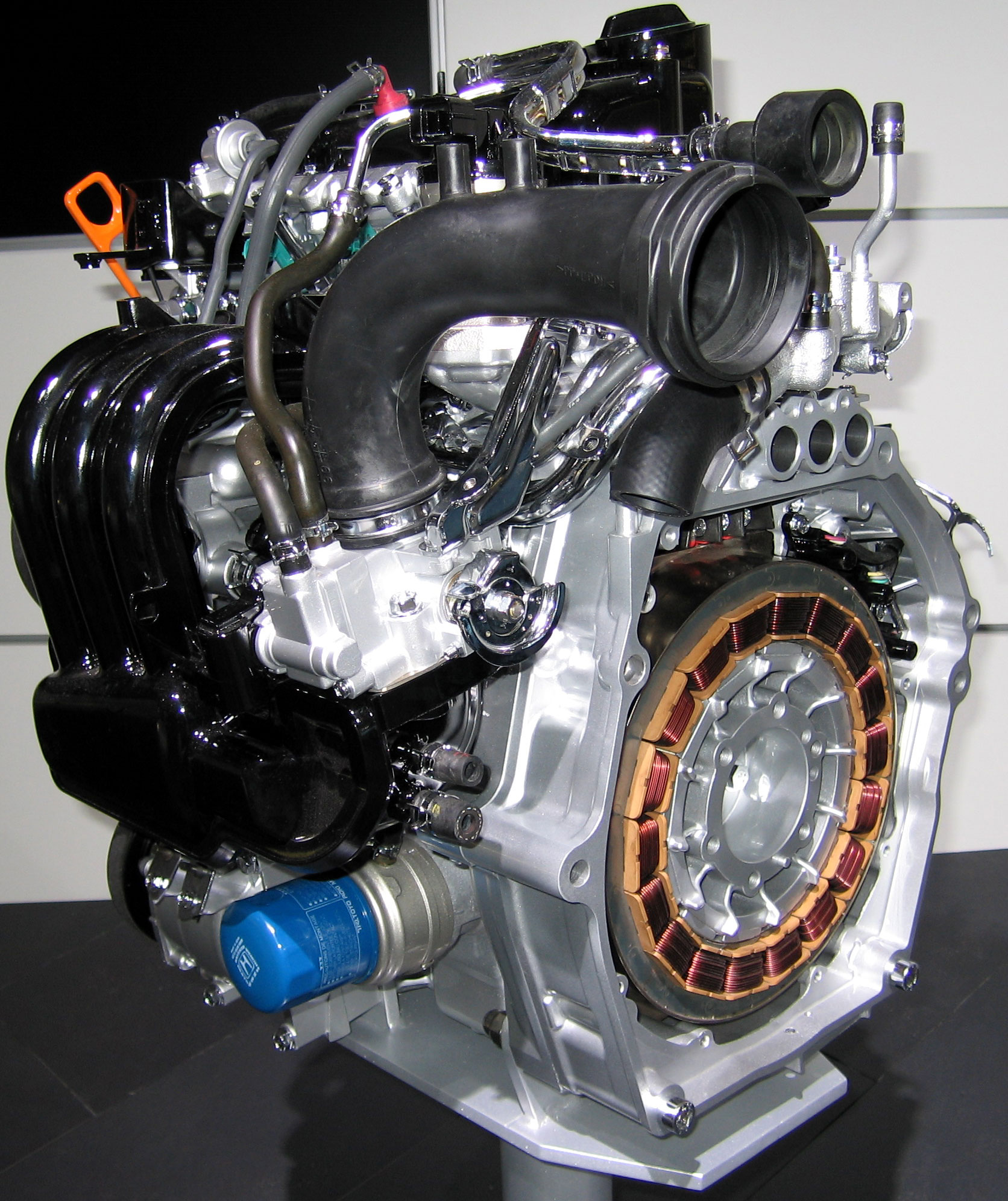
Honda Insight IMA (2007)

Заснований на концептуальному автомобілі Honda J-VX, Insight був представлений в Японії в листопаді 1999 року з інтегрованою системою Honda Assist. У грудні 1999 року став першим серійним гібридним автомобілем, продаваним в США. Insight був зібраний на заводі Honda в Сузуці, де також збиралися Honda NSX і Honda S2000.
Має кузов типу компактний хетчбек, незвичайного дизайну, який зумовлений вимогами аеродинаміки і економічності, виконаний з алюмінію, що дозволило утримати масу автомобіля в межах 840 кг.
Оснащується гібридною системою IMA, що складається з двигуна внутрішнього згоряння та електродвигуна, розташованого на колінчастому валу. ДВС є трициліндровий бензиновий двигун ECA1 I3, об'єм 1,0 л, потужністю 70 к.с., з безпосереднім уприскуванням палива, змінюваними фазами газорозподілу та поршнями з вихровою камерою згоряння, що дозволяє працювати на збідненій суміші. Безколекторний електродвигун потужністю 13 к.с. підключається при активному прискоренні, а при гальмуванні працює як генератор, заряджаючи Ni-MH акумулятори.
Insight першого покоління був виготовлений у вигляді 2-місного автомобіля з механічною коробкою передач і додатковим кондиціонером. У 2001 році були доступні два варіанти виконання: механічна коробка передач з кондиціонером і безступінчата коробка передач (CVT) з кондиціонером.

### Двигун
- 1.0 л ECA1 I3 + електродвигун

### Продажі
По всьому світу всього було продано 17020 одиниць Insight першого покоління. Honda спочатку планувала продати 6500 автомобілів Insight щороку.

## Друге покоління (2009-2014)

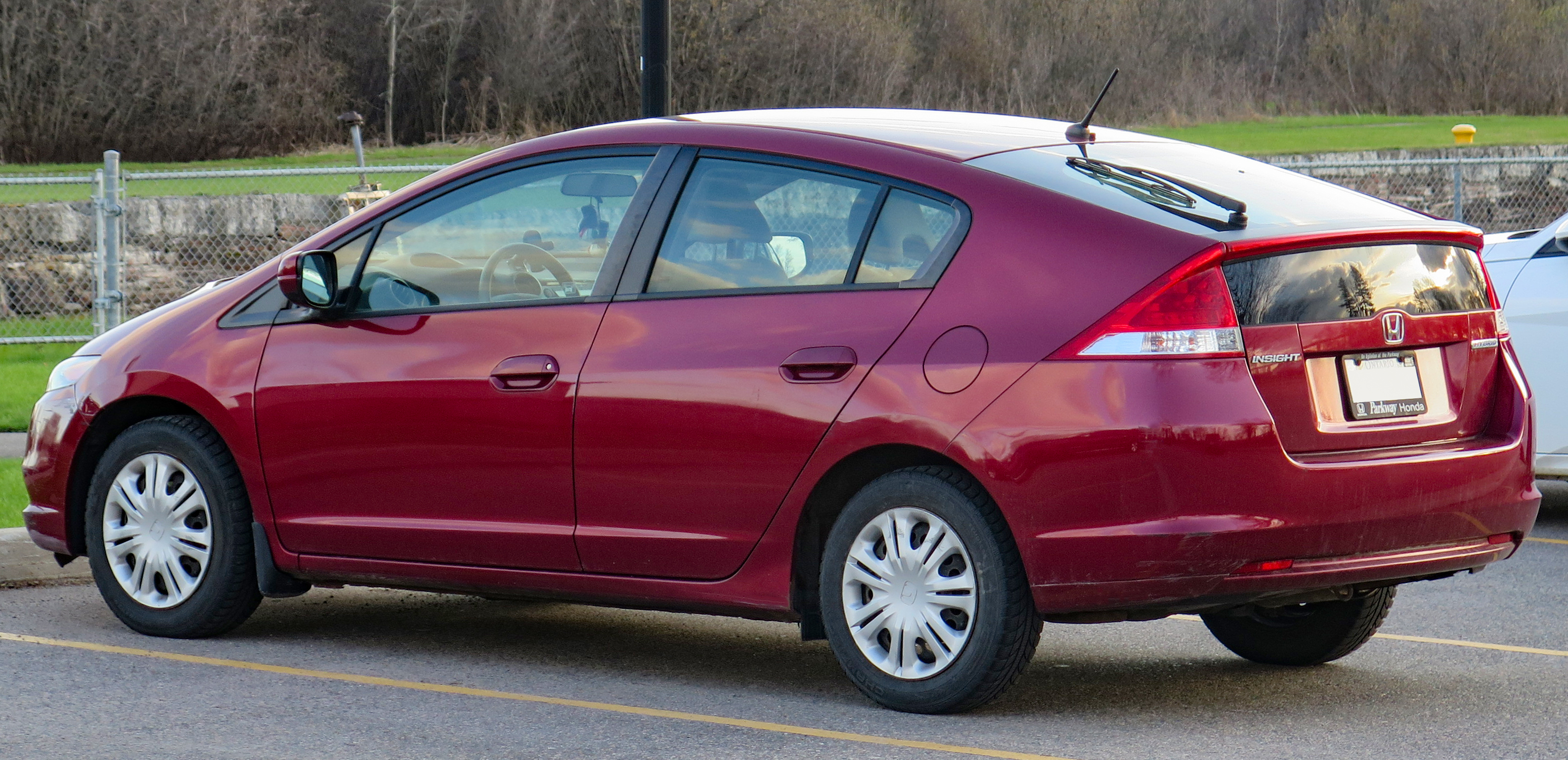
Honda Insight 2 (2009-2011)

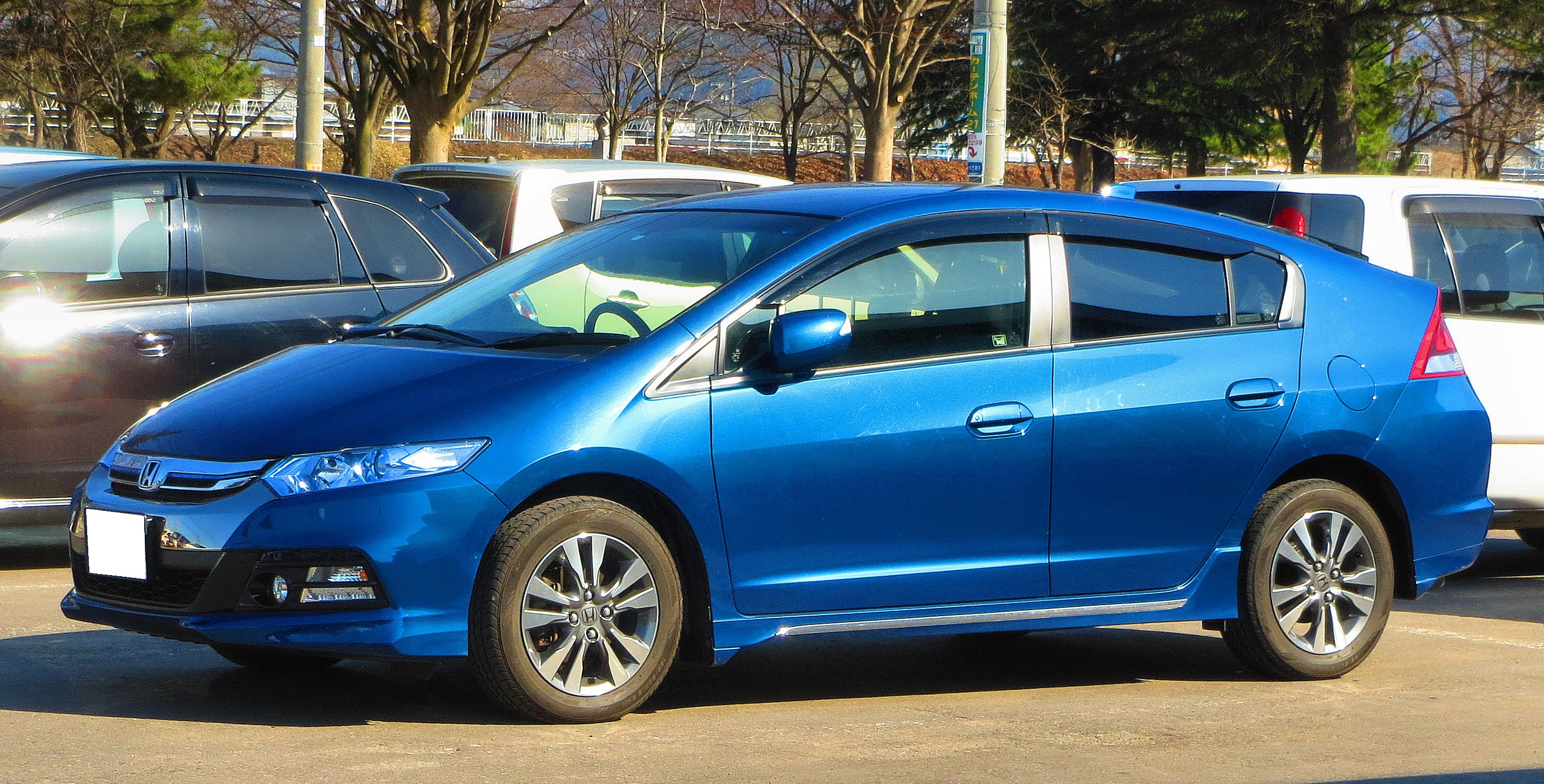
Honda Insight 2 (2011-2014)

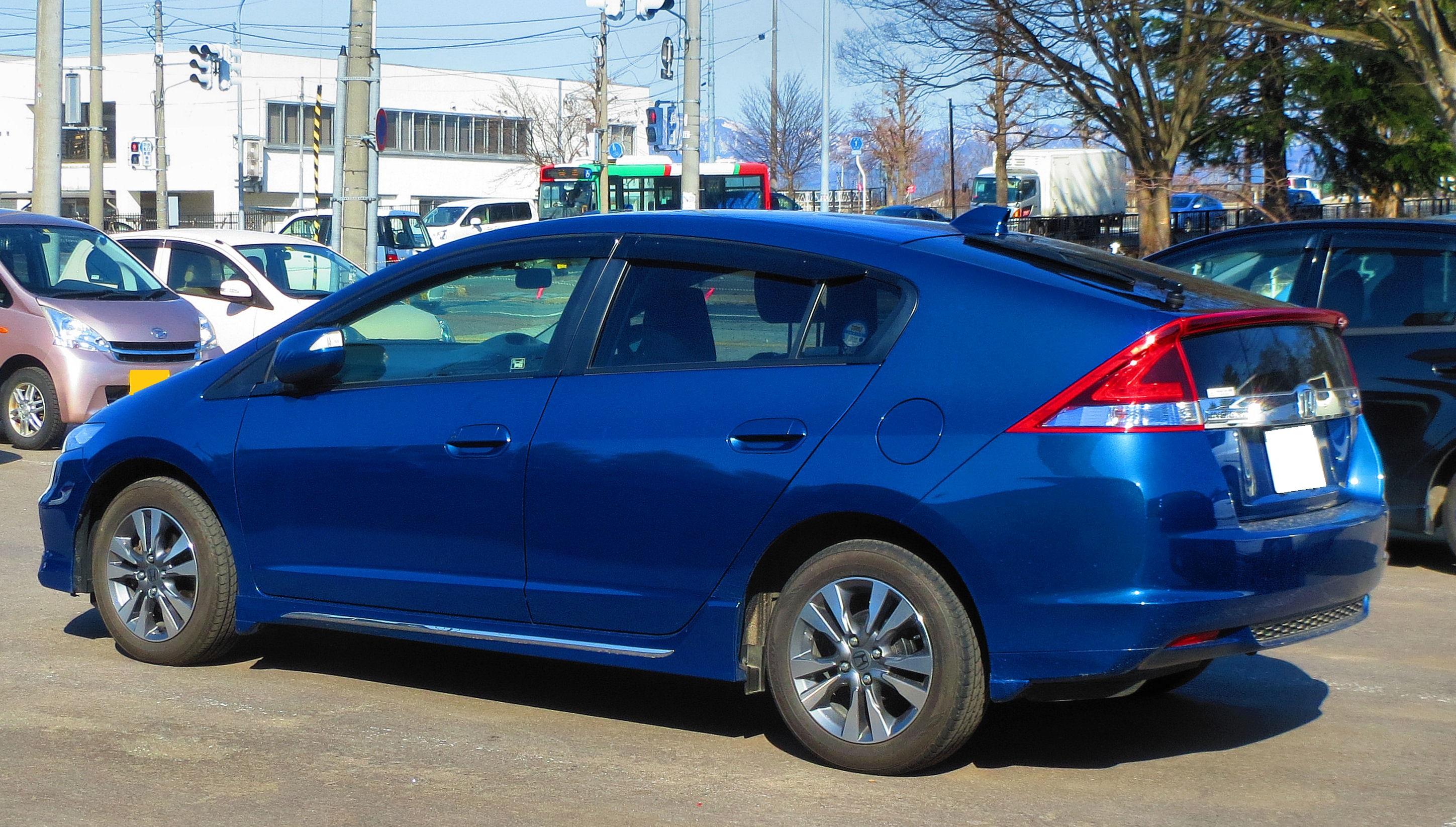
Honda Insight 2 (2011-2014)

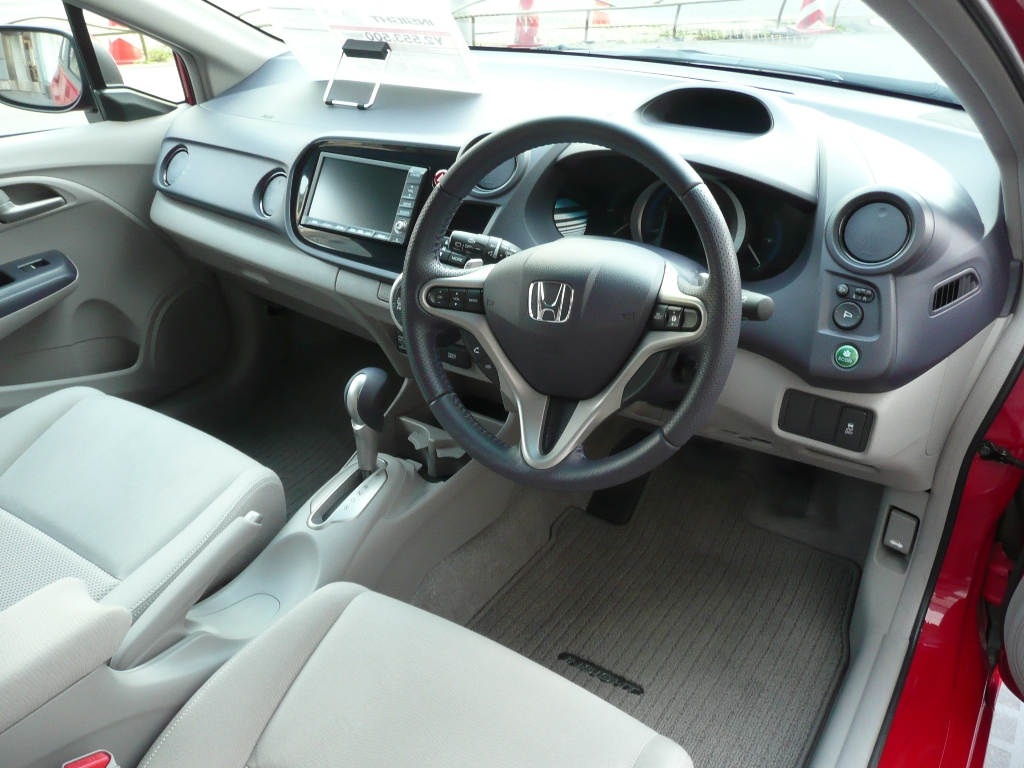
Honda Insight 2

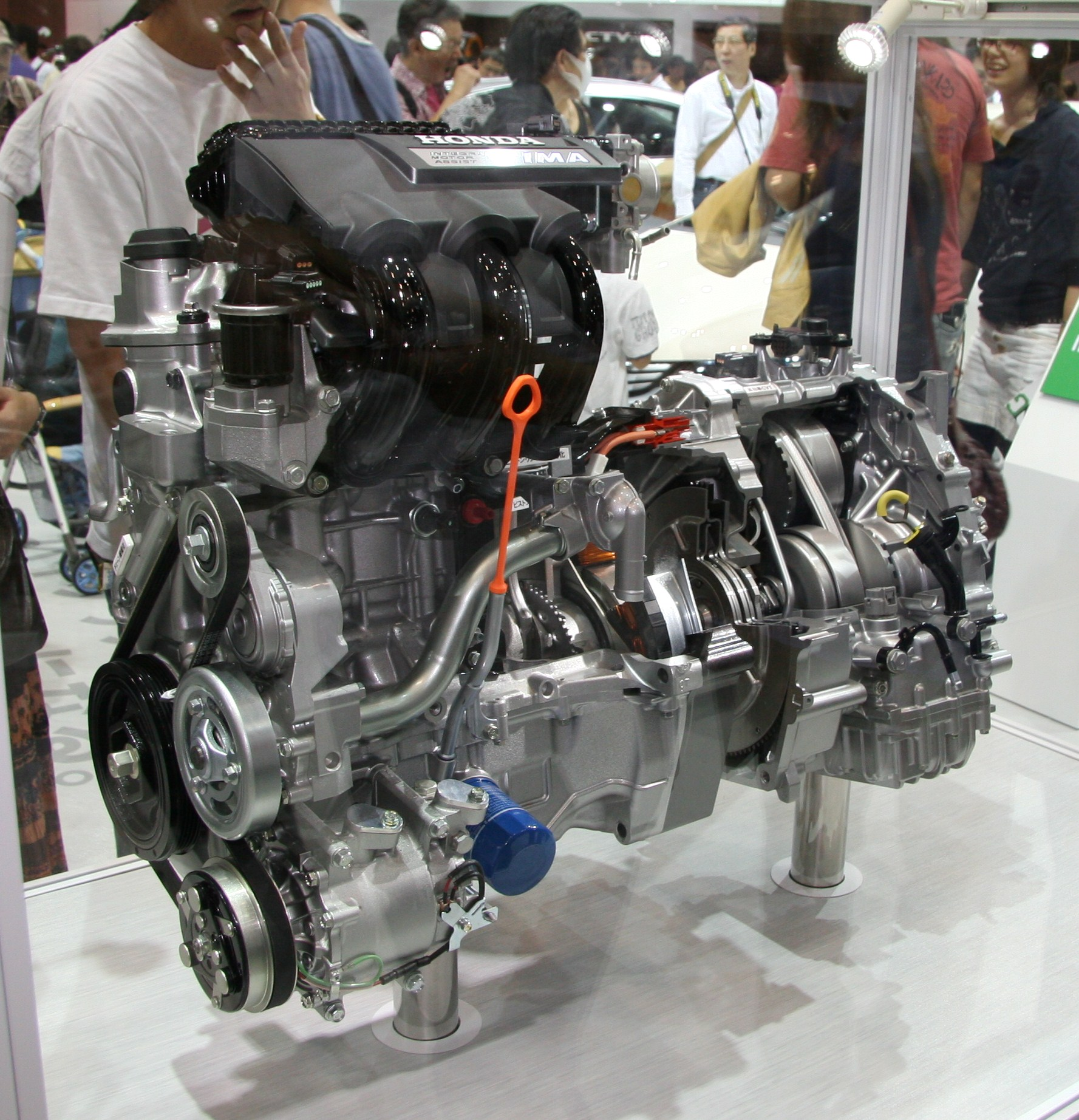
Honda Insight ZE2 Hybrid system

Друге покоління представлено на автосалоні в Парижі в 2008 році. Автомобіль став п'ятидверним і п'ятимісцевим. Гібридна силова установка потужністю 13 к.с. працює в парі з ДВЗ 1,3 л LDA 98 к.с. і включається при розгоні і на малих швидкостях. Живлення здійснюється нікелевими батареями, розташованими під багажником.
Тести показали, що незважаючи на використання спрощеної гібридної установки, нова модель Honda Insight витрачає близько 5,35 л палива на 100 км, що не дуже поступається показникам досконалішого Toyota Prius 2009 модельного року. Оглядачі також відзначають, що незважаючи на використання передових гібридних технологій у Insight, як і у Prius, рівень викидів вуглекислого газу в атмосферу більший, ніж у деяких економічних дизельних двигунів, і перевищує 100 г/км.
У список стандартного оснащення Honda Insight входить:
- автоматичний клімат-контроль;
- антиблокувальна система гальм;
- система розподілу гальмівних зусиль;
- система динамічної стабілізації;
- система управління тиском гальм;
- передні шторки і подушки безпеки;
- дверні балки безпеки;
- система кріплення дитячого сидіння;
- замок від дітей;
- клімат контроль;
- електропривідні сидіння;
- підігрів передніх сидінь;
- CD-чейнджер;
- підігрів заднього скла;
- ксенонові фари;
- протитуманні фари;
- денні ходові вогні;
- 15-дюймові литі диски;
- задній склоочисник.

### Двигун
- 1.3 л LDA I4 + електродвигун

### Продажі
| Календарний рік | Продажі в США |
| --------------- | ------------- |
| 2009            | 20,572        |
| 2010            | 20,962        |
| 2011            | 15,549        |
| 2012            | 5,846         |
| 2013            | 4,802         |

| Календарний рік | Продажі в Європі |
| --------------- | ---------------- |
| 2009            | 15,416           |
| 2010            | 11,731           |
| 2011            | 5,580            |
| 2012            | 3,282            |
| 2013            | 1,276            |
| 2014            | 536              |

### Витрати пального
| Тип дороги       | 2010 Toyota Prius | 2010 Honda Insight | 2009 Volkswagen Jetta TDI A6 | 2010 Ford Fusion Hybrid | 2009 Mini Cooper M6 |
| ---------------- | ----------------- | ------------------ | ---------------------------- | ----------------------- | ------------------- |
| Приміська дорога | 47.2              | 44.1               | 41.2                         | 39.6                    | 38.5                |
| Місто            | 48.7              | 43.4               | 31.6                         | 35.1                    | 30.1                |
| Шосе             | 47.4              | 38.6               | 40.6                         | 36.0                    | 33.3                |
| Разом            | 47.6              | 42.3               | 38.1                         | 37.3                    | 34.5                |
| EPA місто/шосе   | 51/48             | 40/43              | 29/40                        | 41/36                   | 28/37               |

## Третє покоління (2018-2022)

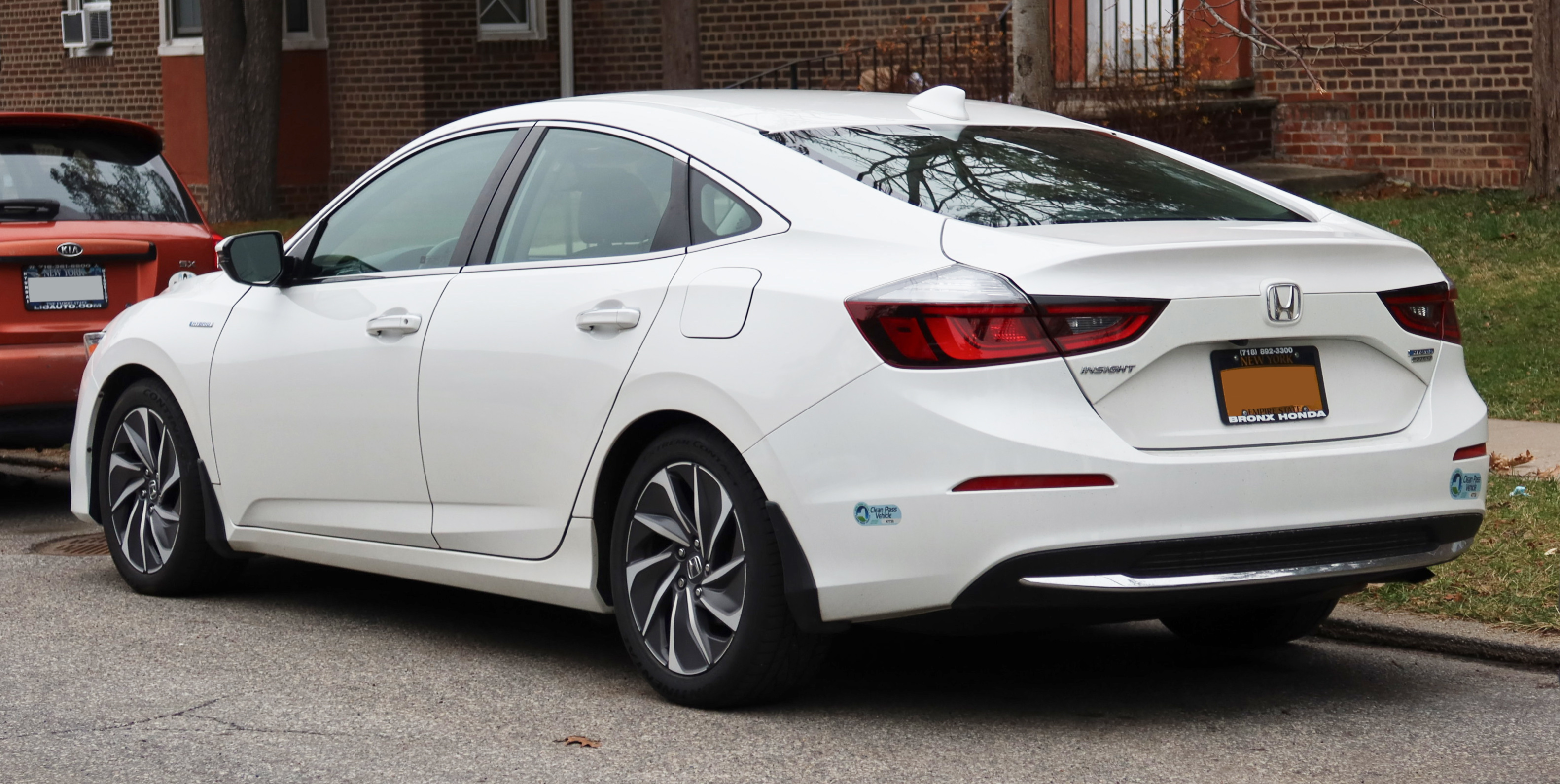
Honda Insight Hybrid Touring

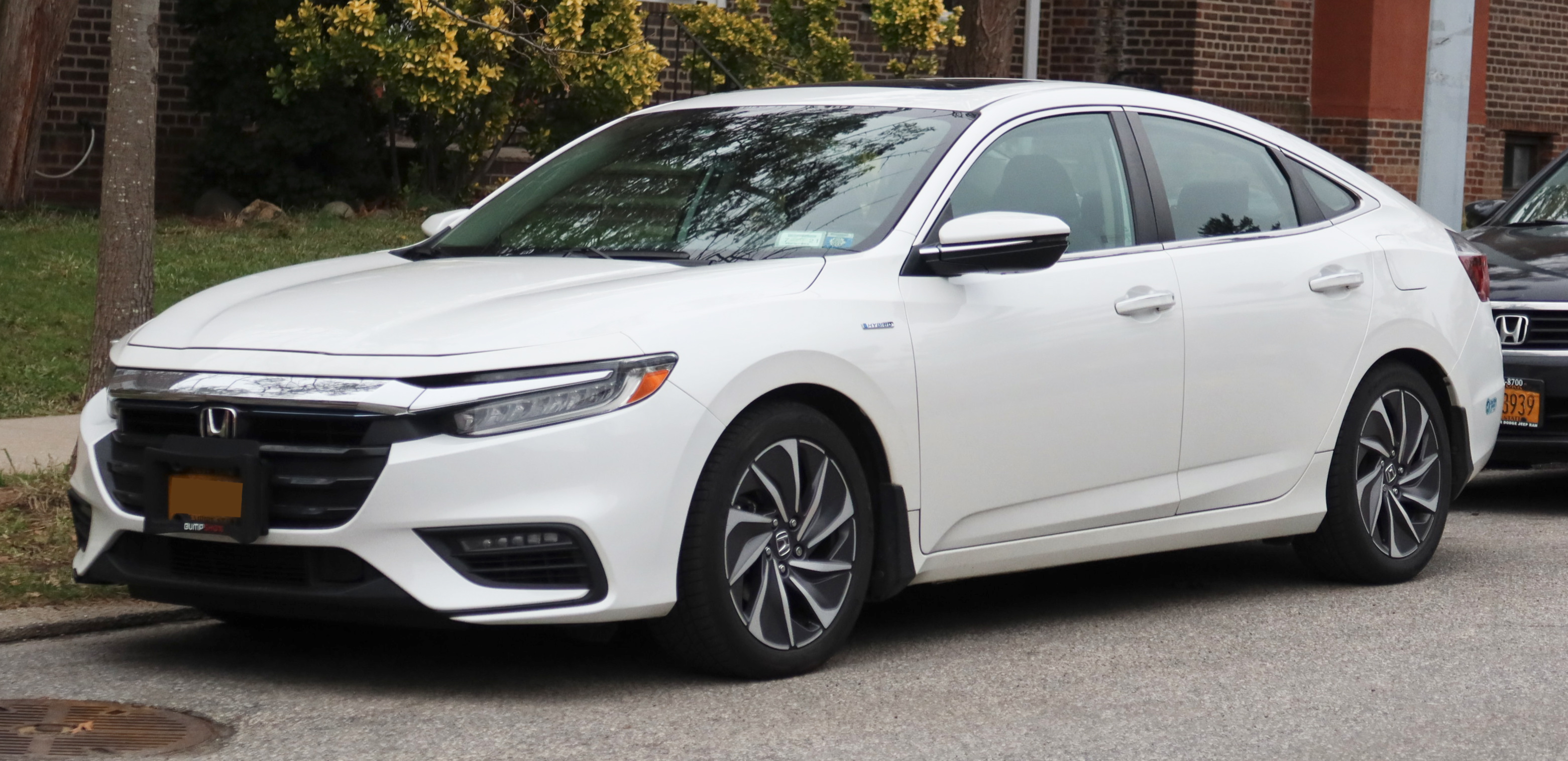
Honda Insight Hybrid Touring

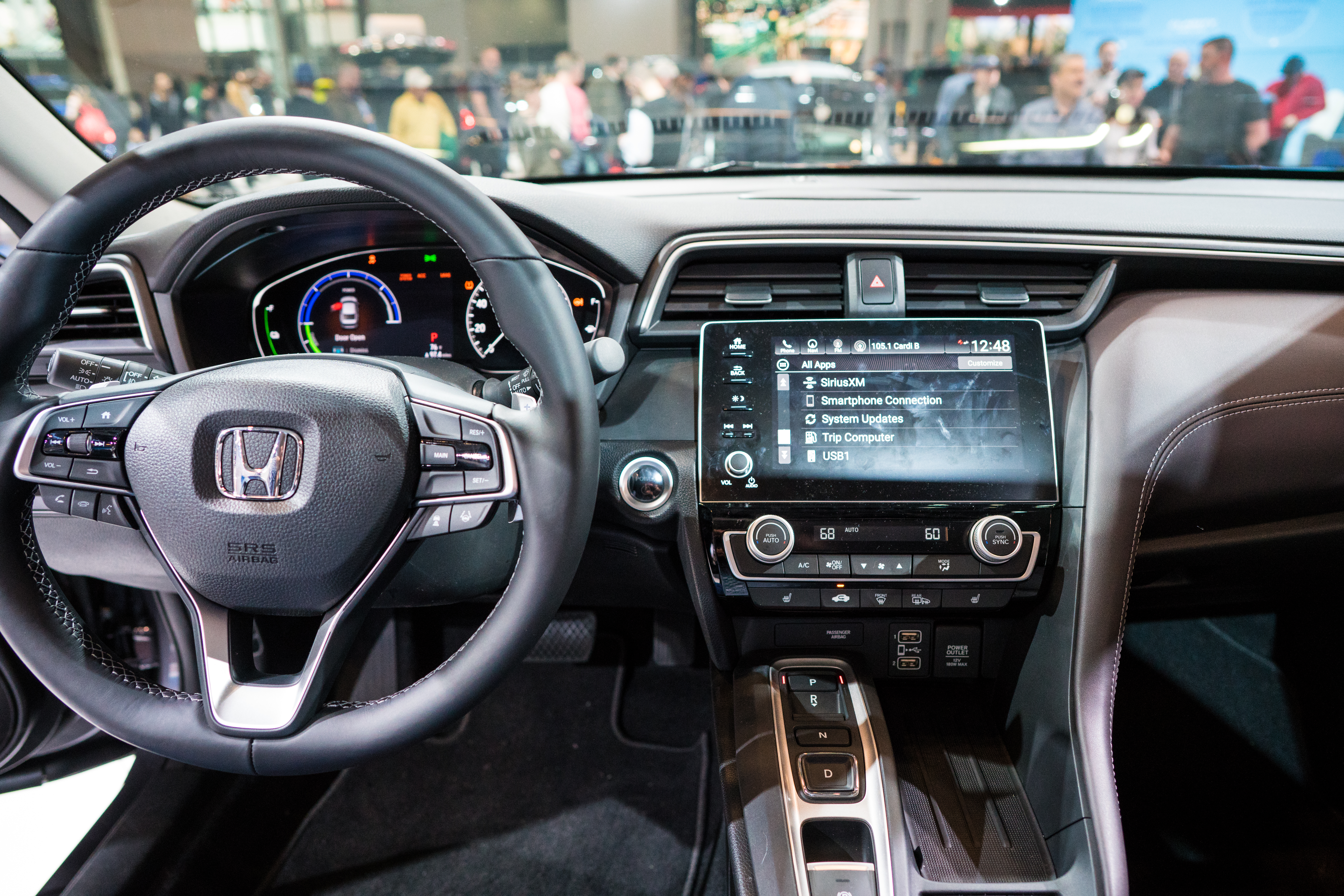

20 грудня 2017 року в мережі інтернет представлені фотографії концепт-кара третього покоління Honda Insight, який дебютував на Детройтському автосалоні в 15 січня 2018 року. Автомобіль отримав кузов седан. У модельному ряду новий Insight займе місце між автомобілями Civic і Accord. Під чотирьохдверним кузовом ховається глобальна платформа від «десятого» Сівіка зі стійками McPherson спереду і багаторичажною пружинною підвіскою ззаду. Кузов Insight посилений за рахунок архітектури Advance Compatibility Engineering (ACE) з широким застосуванням високоміцних сталей. Капот автомобіля зроблений з алюмінію.
Передньопривідний Honda Insight третього покоління оснащується гібридною силовою установкою i-MMD, до складу якої входять 1,5-літровий бензиновий двигун, що працює по циклу Аткінсона, електромотор і блок літій-іонних акумуляторів. Сумарна потужність - 153 кінських сили і 267 Нм крутного моменту. Витрата палива в міському циклі складає 4,28 літра на 100 кілометрів. Автомобіль розганяється до 100 км/год за 7,7 секунд. Використовуючи для руху тільки електромотор, Insight може проїхати близько 1,61 кілометра. Літій-іонна батарея встановлена під заднім диваном, але на одній електротязі можна проїхати тільки 1,6 км. Водієві доступні на вибір три режими Normal, Econ і Sport. У стандартне оснащення Honda Insight входять світлодіодні фари і денні ходові вогні, 16-дюймові колісні диски, бічні дзеркала з підігрівом, цифрова приладова панель діагоналлю сім дюймів, запуск двигуна з кнопки і аудіосистема з шістьма динаміками.
У списку оснащення Інсайта є віртуальна панель приладів, мультимедійний комплекс з навігацією і підтримкою Apple CarPlay і Android Auto, активний круїз-контроль і системи автоматичного гальмування та утримання автомобіля в смузі.
Крім цього, Insight оснащується комплексом систем безпеки Honda Sensing, до складу якого входять: система запобігання фронтальних зіткнень, попередження про виїзд з займаної смуги, утримання в смузі руху, а також адаптивний круїз-контроль з функцією розпізнавання дорожніх знаків і проходження за що їхав з низькою швидкістю.
Покупцям запропонують три комплектації - LX, EX і Touring.
Збірка Insight налагоджена на заводі Honda в Грінсберге, штат Індіана. Батареї випускає фабрика в Мерісвіллі, Огайо, а силові агрегати - завод з виробництва двигунів в селищі Анна. Продажі моделі на північноамериканському ринку почалися влітку 2018 року.
В квітні 2022 р. Honda анонсувала припинення випуску автомобіля у червні 2022 р. Нішу Insight зайняла модель Civic Hybrid.

### Двигун
- 1.5 л DOHC I4 + електродвигун AC PMSM сумарна потужність - 153 кінських сили і 267 Нм крутного моменту